# Dicle
Dicle là một huyện thuộc tỉnh Diyarbakır, Thổ Nhĩ Kỳ. Huyện có diện tích 705 km² và dân số thời điểm năm 2007 là 44610 người, mật độ 63 người/km².